# František Tůma
František Ignác Antonín Tůma, nació en el pequeño pueblo checo de Kostelec nad Orlicí, cerca de Hradec Králové, el 2 de octubre de 1704, y murió en Viena de una neumonía el 30 de enero de 1774. Fue un compositor checo de música barroca.

## Biografía
Nacido en una familia con tradición musical (su padre era maestro de canto y organista), estudia en Praga, en el Colegio San Clemente, conocido como El Clementinum, que era una prestigiosa universidad jesuita donde estudió, entre otros, Jan Dismas Zelenka. Canta como tenor en la iglesia de Santiago de los Minoritas bajo la dirección del compositor, pedagogo e ilustre maestro de capilla, Bohuslav Matěj Černohorský, quien ejercía allí sus funciones y le enseña el contrapunto.
En 1723, a la edad de 19 años, interpreta la parte de la tiorba al lado del célebre laudista Sylvius Leopold Weiss y de su amigo, el violinista Zelenka, con ocasión de la representación, en Praga, de la ópera Costanza e Fortezza, de Johann Joseph Fux, patrocinada por el conde Philippe Joseph Kinský, que era entonces gran-canciller de Bohemia, quien lo anima a trabajar el contrapunto con Johann Joseph Fux.
El conde Kinský lo nombra maestro de capilla de su propia Corte, empezando una larga amistad que perdurará a lo largo de su vida. El conde fue el padrino de los tres hijos del compositor y lo anima, a la muerte de Johann Cristoph Gayer en 1734, a presentar su candidatura como maestro de capilla de la catedral San Vito en Praga. Pero ésta llega demasiado tarde. Tůma quedó pues al servicio de los Kinský hasta la muerte del conde en 1741. En marzo de ese mismo año, la viuda de Carlos VI, Élisabeth-Christine, funda su propia capilla musical. Pone al frente a Tůma atribuyéndole un salario de 800 ducados, pensión que aumentará a la muerte de la viuda.

## Obras

### Composiciones instrumentales
- 18 partita a 4 y a 3, donde las de 4 son en re menor y las de 3 en do menor
- 13 sinfonías a 4 y a 3, donde las de 4 son en si bémol mayor y  las de 3 en si bémol mayor
- 10 sonatas a  3
- 5 sonatas a 4, de las cuales en re menor, mi menor y la menor
- Sonata en trío en do menor
- Sonata para dos violines, dos trombones y bajo continuo en mi menor

### Música sacra
- Aproximadamente 65 misas (al menos 6 son de autenticidad dudosa)
- 25 motetes, ofertorios y graduales
- 20 letanías, entre ellas la Lytaniae Lauretanae
- 13 antífonas marianas
- 8 himnos, entre ello Inno per él festo di Santa Teresia
- 5 Stabat Mater
- 3 Magnificat
- 3 responsos
- 3 Vesperea
- Lamentationes Jeremiae prophetae
- Te Deum
- Veni Sancte Spiritus

### Piezas para órgano
- Trío en mi menor
- Suite para órgano
- Fuga para órgano

## Discografía (selección)
- Inno per él festo di Santa Teresia y Vesperae de la B.M.V., sobre Cantate Ad Alto Solo, James Bowman, Ricercar Consort ; Ricercar (1991)
- Partite, Sonate e Sinfonie, Concerto Italiano, dir. Rinaldo Alessandrini ; Ingenua (2008)
- La sonata para dos violines, dos trombones y bajo continuo en mi menor sobre Fede ha Amor, Alex Potter, Catherine Motuz, Simen Van Mechelen, La Fontaine ; Remada (2013)